# Festivali i Këngës
Festivali i Këngës (svenska: sångfestivalen, internationellt ofta förkortat FiK), historiskt ibland även kallad Festivali i Fundvitit eller Festivali i Dhjetorit (årsslutsfestivalen eller decemberfestivalen) är en av det största och viktigaste musikaliska festivalerna i Albanien. Festivalen hålls årligen sedan år 1962 och vinnaren får sedan år 2003 representera Albanien i Eurovision Song Contest.
Vaçe Zela har flest vinster i Festivali i Këngës, med hela 11 segrar. Därefter kommer Tonin Tërshana, Aurela Gaçe, Manjola Nallbani och Elsa Lila som alla fyra har tre segrar vardera. Sedan år 1989 hålls tävlingarna i Kongresspalatset (Pallati i Kongreseve) i centrala Tirana.

## Historia

### Namn
Tävlingens vanligaste och mest använda namn är Festivali i Këngës som direkt översatt betyder "sångfestivalen". Namnet förkortas ofta till FiK. Formellt används även tävlingens fullständiga namn Festivali i Këngës në Radio Televizioni Shqiptar (sångfestivalen på Radio Televizioni Shqiptar). Man brukar även referera till det specifika årets upplaga av tävlingen efter upplagans nummer, exempelvis Festivali i Këngës 52 för tävlingens 52:a årliga upplaga år 2013 (på albanska Festivali i 52-të i Këngës në RTSH). Historiskt har man även hänvisat till festivalen som Festivali i Muzikës së Lehtë në Radio Televizioni Shqiptar. Andra namn som Festivali i Dhjetorit (decemberfestivalen) och Festivali i Fundvitit (årsslutsfestivalen) används även ibland för att referera till festivalen.

### Rekord
Festivali i Këngës anordnades för första gången den 21 december 1962 på ILA-platsen i Albaniens huvudstad Tirana. 20 bidrag fanns med i semifinalrundan, men endast 12 tog sig vidare till finalen. Den första vinnaren av Festivali i Këngës blev den idag legendariska albanska sångerskan Vaçe Zela med den berömda låten "Fëmija i parë" (det första barnet). Vaçe Zela är idag den artist som har flest segrar i Festivali i Këngës med hennes tio stycken.
Ett antal artister har även lyckats vinna tävlingen flera år i följd:
1. Vaçe Zela (1966, 1967, 1968 (duett); 1976 och 1977)
2. Alida Hisku (1974 och 1975)
3. Manjola Nallbani (1992 (trio) och 1993)
4. Elsa Lila (1996 och 1997)

### Signaturmelodi
Festivalen har använt sig av ett flertal signaturmelodier genom åren, följande är den nuvarande (med svensk översättning):
- Vitet shkojnë, rrjedhin një nga një, lind një fjalë, bëhet melodi, në çdo zemër kur ti ndalon, një mik të ri takon, mirësevjen ti festa jonë

sv. Åren passerar, de flyger förbi ett efter ett, ett ord föds, det blir en melodi, i varje hjärta när du stannar, möter du en ny vän, vi välkomnar dig, vår fest
- Në çdo dhjetor troket, ti këngës i jep jetë, me ritmin tënd jetojmë, mik i shtrenjtë

sv. Du knackar på varje december, ger liv åt sången, vi lever med er rytm, kära vän
- Tek çdo njeri jeton, motivi jot gjithmonë, ti këngën mos e ndal, të dua (të dua)

sv. I varje person lever, för evigt er signatur, tysta aldrig musiken, jag älskar dig (jag älskar dig)
- Vitet shkojnë, rrjedhin një nga një, lind një fjalë, bëhet melodi, në çdo zemër kur ti ndalon, një mik të ri takon, mirësevjen ti festa jonë

sv. Åren passerar, de flyger förbi ett efter ett, ett ord föds, det blir en melodi, i varje hjärta när du stannar, möter du en ny vän, vi välkomnar dig, vår fest
- Vitet shkojnë, rrjedhin një nga një, lind një fjalë, bëhet melodi, në çdo zemër kur ti ndalon, një mik të ri takon, mirësevjen ti festa jonë

sv.Åren passerar, de flyger förbi ett efter ett, ett ord föds, det blir en melodi, i varje hjärta när du stannar, möter du en ny vän, vi välkomnar dig, vår fest
- Në çdo zemër kur ti ndalon, një mik të ri takon. Mirësevjen, festa jonë!

sv. I varje hjärta när du stannar, möter du en ny vän. Välkommen, vår fest!

### Censur
Innan år 1972 var låtarna ofta neutrala och kunde beröra många olika ämnen. Efter Festivali i Këngës 11 ingrep diktatorn Enver Hoxha genom att sätta tävlingens huvudorganisatörer i fängelse samt att anklaga dem för att konspirera mot landet och korrumpera dess ungdom. Festivalen fortsatte, men under en period av mycket hård press och censur. Låtarna kontrollerades noga och ämnena som de fick ta upp handlade oftast om landets utveckling och dess regering. Detta pågick ända fram till Hoxhas död år 1984. Året därpå började tävlingen öppnas upp igen och censuren var inte lika sträng som tidigare.

### Förändringens vindar
Med diktaturens fall började kvalitén och bredden på tävlingen under 1990-talet att öka. De vinnande låtarna under 90-talet reflekterade ofta landets status vid tiden. Vinnaren år 1991, Ardit Gjebrea med "Jon", och vinnaren 1992, Manjola Nallbani, Viktor Tahiraj och Aleksandër Gjoka med "Pesha e fatit", var båda låtar med ett frihets-/immigrationstema, som präglade Albaniens utveckling vid tiden. Under denna period introducerades även ordet Gud för första gången. Innan dess hade religionen varit förbjuden i Albanien och ordet Gud var inte tillåtet i offentligheten. Deltagande artister som kom från utanför Albaniens gränser var också nytt under perioden då man tidigare varit i en period av isolation.
År 1996 deltog Elsa Lila för första gången och vann med låten Pyes lotin. Året därpå lyckades hon med att göra om bedriften med låten Larg urrejtjes. 
År 1998 blev Albërie Hadërgjonaj den första kosovoalbanska sångaren att vinna tävlingen då hon vann med balladen "Mirësia dhe e vërteta". Låten hade ett humanistiskt antikrigsbudskap och refereras ofta till som en låt för Kosovo, syftande på kriget 1998-1999. Den andra kosovoalbanen att vinna tävlingen kom 13 år senare, då Rona Nishliu 2011 vann tävlingen med "Suus".

### Nedgång
Vid år 2000 hade Festivali i Këngës tappat många av dess följare till Kënga Magjike, en liknande musiktävling som äger rum under hösten årligen. Även Top Fest, som startade några år senare, blev en konkurrent till Festivali i Këngës och har sin stora final under våren varje år. Dock kom år 2003 en talangfull nykomling till Festivali i Këngës-scenen, då idolvinnaren Anjeza Shahini deltog. Hon hade vunnit talangshowen Ethet e së premtes mbrëma bara några månader innan hon deltog i Festivali i Këngës och hon blev snabbt en favorit hos publiken.

### Eurovisioneran
Anjeza Shahini vann den 42:a upplagan av Festivali i Këngës som många väntat sig, med sångerskan Mariza Ikonomi på en andra plats. När resultatet i tävlingen presenterades gick Mariza av scenen i protest. Mycket stod på plats vid den 42:a upplagan eftersom detta skulle bli den första gången som Albanien skulle delta i Eurovision Song Contest. I och med att Anjeza vann fick hon åka till Eurovision och lyckades där i Albaniens debut med bedriften att ta en 7:e plats i tävlingen med den engelska versionen av hennes "Imazhi yt", "The Image of You". 
I december 2004 vann Ledina Çelo den 43:e upplagan av Festivali i Këngës, men lyckades inte förbättra Albaniens resultat från debuten. År 2005 vann Luiz Ejlli tävlingens 44:e upplaga och fick representera landet vid Eurovision. Väl där blev han den förste att inte lyckas ta sig till final då han blev utslagen i semifinalen. Därefter har Albanien missat finalen av Eurovision Song Contest ytterligare fyra gånger (2007 med Frederik Ndoci & Aida Ndoci-Dyrrah, 2011 med Aurela Gaçe,2013 med Adrian Lulgjuraj & Bledar Sejko samt 2014 med Hersiana Matmuja). Först 2012 lyckades Albanien förbättra sitt bästa resultat genom Rona Nishliu med "Suus", som kom in på topp fem. Näst bästa resultatet är Anjeza Shahinis 7:e plats från debutåret, medan tredje bästa delas mellan Ledina Çelo (2005), Olta Boka (2008) och Juliana Pasha (2010), som alla tre slutade på en 16:e plats i sina respektive finaler. Fyra gånger har en låt behållits helt på albanska i Eurovision, Luiz Ejlli år 2006 med "Zjarr e ftohtë", Olta Boka år 2008 med "Zemrën e lamë peng", Rona Nishliu 2012 med "Suus" samt Adrian Lulgjuraj & Bledar Sejko med "Identitet" 2013. Därtill framförde Frederik & Aida Ndoci låten "Hear My Plea" år 2007 samt Aurela Gaçe låten "Feel the Passion" år 2011 med ett stycke i vardera låt på albanska.

## Värdar
| År   | Upplaga               | Värdar                                                         | Plats                | Regissör                     |
| ---- | --------------------- | -------------------------------------------------------------- | -------------------- | ---------------------------- |
| 1962 | Festivali i Këngës 1  | Margarita Xhepa & Luigj Gurakuqi Jr.                           | ILA                  | Luigj Gurakuqi Jr.           |
| 1963 | Festivali i Këngës 2  | Vera Zheji & Skifter Këlliçi                                   | ILA                  | Luigj Gurakuqi Jr.           |
| 1964 | Festivali i Këngës 3  | Drita Bardhi & Vangjel Heba                                    | ILA                  | Luigj Gurakuqi Jr.           |
| 1965 | Festivali i Këngës 4  | Drita Bardhi & Bujar Kapexhiu                                  | ILA                  | Luigj Gurakuqi Jr.           |
| 1966 | Festivali i Këngës 5  | Drita Bardhi & Bujar Kapexhiu                                  | ILA                  | ?                            |
| 1967 | Festivali i Këngës 6  | Albert Minga & Drita Bardhi                                    | ILA                  | ?                            |
| 1968 | Festivali i Këngës 7  | Drita Bardhi & Roland Trebicka                                 | ILA                  | ?                            |
| 1969 | Festivali i Këngës 8  | Elisabeta Vasili & Kiço Fotiadhi                               | Operan               | Albert Minga                 |
| 1970 | Festivali i Këngës 9  | Adriana Fishta & Mevlan Shanaj                                 | Operan               | Albert Minga                 |
| 1971 | Festivali i Këngës 10 | Edi Luarasi & Viktor Zhusti                                    | Operan               | Mihallaq Luarasi             |
| 1972 | Festivali i Këngës 11 | Edi Luarasi & Bujar Kapexhiu                                   | Operan               | Mihallaq Luarasi             |
| 1973 | Festivali i Këngës 12 | Flutura Çangu & Pandi Siku                                     | Operan               | Albert Minga                 |
| 1974 | Festivali i Këngës 13 | Arta Dade & Esat Teliti                                        | Operan               | Albert Minga                 |
| 1975 | Festivali i Këngës 14 | Rezarta Malaj & Kastriot Caushi                                | Operan               | Mevlan Shanaj                |
| 1976 | Festivali i Këngës 15 | Rezana Celiku & Ilir Bibolli                                   | Operan               | Albert Minga & Osman Mula    |
| 1977 | Festivali i Këngës 16 | Zerina Kuke & Ilir Bibolli                                     | Operan               | Osman Mula                   |
| 1978 | Festivali i Këngës 17 | Zerina Kuke& Ndriçim Xhepa                                     | Operan               | Osman Mula                   |
| 1979 | Festivali i Këngës 18 | Mimoza Tafaj& Pirro Kita                                       | Operan               | Osman Mula                   |
| 1980 | Festivali i Këngës 19 | Silvana Braçe & Dhimitër Gjoka                                 | Operan               | Osman Mula                   |
| 1981 | Festivali i Këngës 20 | Ndriçim Xhepa & Anisa Markajan                                 | Operan               | Osman Mula                   |
| 1982 | Festivali i Këngës 21 | Dhimiter Gjoka & Dhurata Kasmi                                 | Operan               | Osman Mula                   |
| 1983 | Festivali i Këngës 22 | Ndriçim Xhepa & Matilda Makoçi                                 | Operan               | Osman Mula                   |
| 1984 | Festivali i Këngës 23 | Elvira Diamanti & Artan Imami                                  | Operan               | Albert Minga                 |
| 1985 | Festivali i Këngës 24 | Yllka Mujo                                                     | Operan               | Vera Grabocka                |
| 1986 | Festivali i Këngës 25 | Ema Ndoja                                                      | Operan               | Vera Grabocka                |
| 1987 | Festivali i Këngës 26 | Silvana Braçe                                                  | Operan               | Vera Grabocka                |
| 1988 | Festivali i Këngës 27 | Ina Gjika                                                      | Operan               | Vera Grabocka                |
| 1989 | Festivali i Këngës 28 | Luiza Xhuvani                                                  | Pallati i Kongreseve | Vera Grabocka                |
| 1990 | Festivali i Këngës 29 | Leon Menkshi & Kristi Rrapo                                    | Pallati i Kongreseve | Osman Mula                   |
| 1991 | Festivali i Këngës 30 | Leon Menkshi, Ema Andrea & Rudina Magjistari                   | Pallati i Kongreseve | Vera Grabocka                |
| 1992 | Festivali i Këngës 31 | Dritan Boriçi, Fjoralba Shehu, Sokol Balza & Rudina Magjistari | Pallati i Kongreseve | Leonard Gjata                |
| 1993 | Festivali i Këngës 32 | Silvana Braçe, Ndriçim Xhepa & Juela Meçani                    | Pallati i Kongreseve | Leonard Gjata & Mishel Koçiu |
| 1994 | Festivali i Këngës 33 | Reiz Çiço & Doris Petrela                                      | Pallati i Kongreseve | Vera Grabocka & Mishel Koçiu |
| 1995 | Festivali i Këngës 34 | Reiz Çiço & Doris Petrela                                      | Pallati i Kongreseve | Osman Mula                   |
| 1996 | Festivali i Këngës 35 | Ardit Gjebrea, Valbona Çoba & Rudina Magjistari                | Pallati i Kongreseve | Osman Mula                   |
| 1997 | Festivali i Këngës 36 | Adi Krasta, Vilma Papajani, Hygerta Sako & Monika Zguro        | Pallati i Kongreseve | Leonard Gjata                |
| 1998 | Festivali i Këngës 37 | Gazmend Gjoka, Inis Gjoni, Hygerta Sako & Luigj Gurakuqi Jr.   | Pallati i Kongreseve | Petrit Bozo                  |
| 1999 | Festivali i Këngës 38 | Adi Krasta, Inis Gjoni, Hygerta Sako & Klodiana Maliqi         | Pallati i Kongreseve | Petrit Bozo                  |
| 2000 | Festivali i Këngës 39 | Erion Mustafaraj & Ornela Bregu                                | Pallati i Kongreseve | Leonard Gjata                |
| 2001 | Festivali i Këngës 40 | Alban Dudushi & Ornela Bregu                                   | Pallati i Kongreseve | Leonard Gjata                |
| 2002 | Festivali i Këngës 41 | Adi Krasta & Ann Francis Vata                                  | Pallati i Kongreseve | Pali Kuke                    |
| 2003 | Festivali i Këngës 42 | Adi Krasta & Ledina Çelo                                       | Pallati i Kongreseve | Pali Kuke                    |
| 2004 | Festivali i Këngës 43 | Leon Menkshi & Hueyda El Saied                                 | Pallati i Kongreseve | Pali Kuke                    |
| 2005 | Festivali i Këngës 44 | Soni Malaj & Drini Zeqo                                        | Pallati i Kongreseve | Leonard Gjata                |
| 2006 | Festivali i Këngës 45 | Adi Krasta, Vesa Luma & Ermela Teli                            | Pallati i Kongreseve | Pali Kuke                    |
| 2007 | Festivali i Këngës 46 | Elsa Lila & Pirro Çako                                         | Pallati i Kongreseve | Pali Kuke                    |
| 2008 | Festivali i Këngës 47 | Elsa Lila, Julian Deda & Gentian Zenelaj                       | Pallati i Kongreseve | Pali Kuke                    |
| 2009 | Festivali i Këngës 48 | Alban Skënderaj & Miriam Cani                                  | Pallati i Kongreseve | Osman Mula                   |
| 2010 | Festivali i Këngës 49 | Jonida Maliqi, Josif Gjipali & Mirela Naska                    | Pallati i Kongreseve | Bojken Lako                  |
| 2011 | Festivali i Këngës 50 | Hygerta Sako, Enkeleida Zeko & Nik Xhelilaj                    | Pallati i Kongreseve | Martin Leka                  |
| 2012 | Festivali i Këngës 51 | Enkel Demi & Floriana Garo                                     | Pallati i Kongreseve | Petrit Beçi                  |
| 2013 | Festivali i Këngës 52 | Enkel Demi, Xhesika Berberi, Marinela Meta & Klea Huta1        | Pallati i Kongreseve | Petrit Bozo                  |
| 2014 | Festivali i Këngës 53 | Floriana Garo, Turjan Hyska & Liberta Spahiu                   | Pallati i Kongreseve | Bledi Laço                   |
| 2015 | Festivali i Këngës 54 | Pandi Laço & Blerta Tafani2                                    | Pallati i Kongreseve | Bledi Laço                   |
| 2016 | Festivali i Këngës 55 | Kasem Hoxha & Ledina Çelo                                      | Pallati i Kongreseve | Rezart Aga                   |
| 2017 | Festivali i Këngës 56 | Adi Krasta                                                     | Pallati i Kongreseve | Pali Kuke                    |
| 2018 | Festivali i Këngës 57 | Viktor Zhusti & Ana Golja                                      | Pallati i Kongreseve | Bledi Laço                   |
| 2019 | Festivali i Këngës 58 | Alketa Vejsiu                                                  | Pallati i Kongreseve | Vera Grabocka                |
| 2020 | Festivali i Këngës 59 | Jonida Vokshi & Blendi Salaj                                   | Sheshi Italia        | Pali Kuke                    |
| 2021 | Festivali i Këngës 60 | Isli Islami, Jonida Maliqi, Kelvi Kadilli & Xhemi Shehu        | Pallati i Kongreseve |                              |
| 2022 | Festivali i Këngës 61 | Arbana Osmani                                                  | Pallati i Kongreseve |                              |
| 2023 | Festivali i Këngës 62 |                                                                | Pallati i Kongreseve | Bojken Lako                  |

- 1 Ursprungligen skulle tävlingen ha letts av Enkel Demi tillsammans med Diellza Kolgeci men Kolgeci hoppade i protest av uppdraget strax innan tävlingen.
- 2 Ursprungligen skulle även skådespelerskan Gresa Pallaska varit programledare för tävlingen men hon hoppade av uppdraget dagar innan tävlingens början på grund av utmattning.

## Vinnare av Festivali i Këngës
| År   | Artist                                              | Sång                       | Kompositör                       | Textförfattare                        |
| ---- | --------------------------------------------------- | -------------------------- | -------------------------------- | ------------------------------------- |
| 1962 | Vaçe Zela                                           | Fëmija i parë              | Abdulla Grimci                   | Dionis Bubani                         |
| 1963 | Nikoleta Shoshi1                                    | Flakë e borë               | Tish Daia                        | Llazar Siliqi                         |
| 1964 | Vaçe Zela                                           | Sot jam 20 vjeç            | Llazar Morcka                    | Dionis Bubani                         |
| 1965 | Tonin Tërshana                                      | Të dua o det               | Tonin Harapi                     | Mark Gurakuqi                         |
| 1966 | Vaçe Zela                                           | Shqiponja e lirisë         | Pjetër Gaçi                      | Ismail Kadare                         |
| 1967 | Vaçe Zela                                           | Këngë për shkurte vatën    | Ferdinand Deda                   | Ruzhdi Pulaha                         |
| 1968 | Vaçe Zela & Ramiz Kovaçi                            | Mësuesit hero              | Limos Dizdari                    | Dritero Agolli                        |
| 1969 | David Tukiçi                                        | Dhuratë për ditëlindje     | Nikolla Zoraqi                   | Fatos Arapi                           |
| 1970 | Vaçe Zela                                           | Mesnatë                    | Shpëtim Kushta                   | Fatos Arapi                           |
| 1971 | Sherif Merdani                                      | Kënga e nënës              | Agim Prodani                     | Agim Shehu                            |
| 1972 | Tonin Tërshana                                      | Erdhi pranvera             | Pjetër Gaçi                      | Fatos Arapi                           |
| 1973 | Vaçe Zela                                           | Gjurmët e arta             | Kujtim Laro                      | Lirim Deda                            |
| 1974 | Alida Hisku                                         | Vajzat e fshatit tim       | Enver Shëngjergji                | Zhuliana Jorganxhi                    |
| 1975 | Alida Hisku                                         | Buka e duarve tona         | Kujtim Laro                      | Xhevahir Spahiu                       |
| 1976 | Vaçe Zela                                           | Nënë moj do pres gërshetin | Avni Mula                        | Hysni Milloshi                        |
| 1977 | Vaçe Zela                                           | Gonxhe në pemën e lirisë   | Limoz Dizdari                    | Robert Shvarc & Zhuliana Jorganxhi    |
| 1978 | Gaqo Çako                                           | Këputa një gjethe dafine   | Limoz Dizdari                    | Xhevahir Spahiu                       |
| 1979 | Zeliha Sina, Liljana Kondakçi & Afërdita Zonja      | Festë ka sot Shqipëria     | Agim Prodani                     | Zhuliana Jorganxhi                    |
| 1980 | Vaçe Zela                                           | Shoqet tona ilegale        | Agim Prodani                     | Zhuliana Jorganxhi                    |
| 1981 | Ema Qazimi                                          | Krenari e brezave          | Feim Ibrahimi                    | Gjoke Beci                            |
| 1982 | Marina Grabovari                                    | Një djep në barrikadë      | Avni Mula                        | Hysni Milloshi                        |
| 1983 | Tonin Tërshana                                      | Vajzë moj, lule moj        | Luan Zhegu                       | Adelina Balashi                       |
| 1984 | Gëzim Çela & Nertila Koka                           | Çel si gonxhe dashuria     | Vladimir Kotani                  | Arben Duka                            |
| 1985 | Parashqevi Simaku                                   | Në moshën e rinisë         | Vladimir Kotani                  | Arben Duka                            |
| 1986 | Nertila Koka                                        | Dy gëzime në një ditë      | David Tukiçi                     | Gjoke Beci                            |
| 1987 | Irma Libohova & Eranda Libohova2                    | Nuk e harroj               | Agim Krajka                      | Arben Duka                            |
| 1988 | Parashqevi Simaku                                   | E duam lumturinë           | Pirro Çako                       | Agim Doçi                             |
| 1989 | Frederik Ndoci, Manjola Nallbani & Julia Ndoci      | Toka e diellit             | Aleksander Peçi                  | Xhevahir Spahiu                       |
| 1990 | Anita Bitri                                         | Askush s’do t'a besojë     | Flamur Shehu                     | Jorgo Papingji                        |
| 1991 | Ardit Gjebrea                                       | Jon                        | Ardit Gjebrea                    | Xhankarlo Milone & Zhuliana Jorganxhi |
| 1992 | Aleksandër Gjoka, Manjola Nallbani & Viktor Tahiraj | Pesha e fatit              | Osman Mula                       | Alqi Boshnjaku                        |
| 1993 | Manjola Nallbani                                    | Kur e humba një dashuri    | Vladimir Kotani                  | Jorgo Papingji                        |
| 1994 | Mira Konçi                                          | Të sotmen jeto             | Shpëtim Saraçi                   | Alqi Boshnjaku                        |
| 1995 | Ardit Gjebrea                                       | Eja                        | Ardit Gjebrea                    | Xhevahir Spahiu                       |
| 1996 | Elsa Lila                                           | Pyes lotin                 | Valentin Veizi                   | Enrjeta Sina                          |
| 1997 | Elsa Lila                                           | Larg urrejtjes             | Valentin Veizi                   | Alqi Boshnjaku                        |
| 1998 | Albërie Hadërgjonaj                                 | Mirësia dhe e vërteta      | Luan Zhegu                       | Arben Duka                            |
| 1999 | Aurela Gaçe                                         | S’jam tribu                | Adrian Hila                      | Jorgo Papingji                        |
| 2000 | Rovena Dilo                                         | Ante i tokës sime          | Ardit Gjebrea & Alfred Kaçinari  | Rovena Dilo                           |
| 2001 | Aurela Gaçe                                         | Jetoj                      | Adrian Hila                      | Jorgo Papingji                        |
| 2002 | Mira Konçi                                          | Brënda vetes më merr       | Shpëtim Saraçi                   | Pandi Laço                            |
| 2003 | Anjeza Shahini                                      | Imazhi yt                  | Edmond Zhulali                   | Agim Doçi                             |
| 2004 | Ledina Çelo                                         | Nesër shkoj                | Adrian Hila                      | Pandi Laço                            |
| 2005 | Luiz Ejlli                                          | Zjarr e ftohtë             | Klodian Qafoku                   | Florian Kondi                         |
| 2006 | Frederik & Aida Ndoci                               | Balada e gurit             | Adrian Hila                      | Pandi Laço                            |
| 2007 | Olta Boka                                           | Zemrën e lamë peng         | Adrian Hila                      | Pandi Laço                            |
| 2008 | Kejsi Tola                                          | Më merr në ëndërr          | Edmond Zhulali                   | Agim Doçi                             |
| 2009 | Juliana Pasha                                       | Nuk mundem pa ty           | Ardit Gjebrea                    | Pirro Çako                            |
| 2010 | Aurela Gaçe                                         | Kënga ime                  | Shpëtim Saraçi                   | Sokol Marsi                           |
| 2011 | Rona Nishliu                                        | Suus                       | Florent Boshnjaku                | Rona Nishliu                          |
| 2012 | Adrian Lulgjuraj & Bledar Sejko                     | Identitet                  | Bledar Sejko                     | Eda Sejko                             |
| 2013 | Hersiana Matmuja                                    | Zemërimi i një natë        | Genti Lako                       | Jorgo Papingji                        |
| 2014 | Elhaida Dani                                        | Diell                      | Aldo Shllaku                     | Viola Trebicka & Sokol Marsi          |
| 2015 | Eneda Tarifa                                        | Përrallë                   | Olsa Toqi                        | Olsa Toqi                             |
| 2016 | Lindita Halimi                                      | Botë                       | Klodian Qafoku                   | Gerald Xhari                          |
| 2017 | Eugent Bushpepa                                     | Mall                       | Eugent Bushpepa                  | Eugent Bushpepa                       |
| 2018 | Jonida Maliqi                                       | Ktheju tokës               | Eriona Rushiti                   | Eriona Rushiti                        |
| 2019 | Arilena Ara                                         | Shaj                       | Darko Dimitrov, Lazar Cvetkovski | Robert Berisha                        |
| 2020 | Anxhela Peristeri                                   | Karma                      |                                  |                                       |
| 2021 | Ronela Hajati                                       | Sekret                     |                                  |                                       |
| 2022 | Elsa Lila                                           | Evita                      |                                  |                                       |
| 2023 | Besa Kokëdhima                                      | Zemrën n'dorë              |                                  |                                       |

- 1 Ibland ses även Vaçe Zela som segrare.
- 2 Kozma Dushi vann egentligen tävlingen med sin låt "Lot me ty o djalë" (eller "Eja o shoku unë") men ersattes av Nexhmije Hoxha (som ogillade låten) som segrare av Irma Libohova & Eranda Libohova.

### Flerfaldiga vinnare
- Vissa artister har lyckats vinna tävlingen mer än en gång:

| Artist                                                                             | Vinster | År                                                                  |
| ---------------------------------------------------------------------------------- | ------- | ------------------------------------------------------------------- |
| Vaçe Zela                                                                          | 10      | 1962, 1964, 1966, 1967, 1968, 1970, 1973, 1976, 1977, 1980          |
| Tonin Tërshana Manjola Nallbani Aurela Gaçe Elsa Lila                              | 3       | 1965, 1972, 1983 1989, 1992, 1993 1999, 2001, 2010 1996, 1997, 2022 |
| Alida Hisku Nertila Koka Parashqevi Simaku Frederik Ndoci Ardit Gjebrea Mira Konçi | 2       | 1974, 1975 1984, 1986 1985, 1988 1989, 2006 1991, 1995 1994, 2002   |

### Resultat i Eurovision Song Contest
| ESC                                                                     | Artist                          | Låt                       | Språk              | Semifinal | Final |
| ----------------------------------------------------------------------- | ------------------------------- | ------------------------- | ------------------ | --------- | ----- |
| 2004                                                                    | Anjeza Shahini                  | "The Image of You"        | engelska           | 4         | 7     |
| 2005                                                                    | Ledina Çelo                     | "Tomorrow I Go"           | engelska           | —         | 16    |
| 2006                                                                    | Luiz Ejlli                      | "Zjarr e ftohtë"          | albanska           | 14        | —     |
| 2007                                                                    | Frederik Ndoci                  | "Hear My Plea"            | albanska, engelska | 17        | —     |
| 2008                                                                    | Olta Boka                       | "Zemrën e lamë peng"      | albanska           | 9         | 16    |
| 2009                                                                    | Kejsi Tola                      | "Carry Me in Your Dreams" | engelska           | 7         | 17    |
| 2010                                                                    | Juliana Pasha                   | "It's All About You"      | engelska           | 6         | 16    |
| 2011                                                                    | Aurela Gaçe                     | "Feel the Passion"        | engelska, albanska | 14        | —     |
| 2012                                                                    | Rona Nishliu                    | "Suus"                    | albanska           | 2         | 5     |
| 2013                                                                    | Adrian Lulgjuraj & Bledar Sejko | "Identitet"               | albanska           | 15        | —     |
| 2014                                                                    | Hersiana Matmuja                | "One Night's Anger"       | engelska           | 15        | —     |
| 2015                                                                    | Elhaida Dani                    | "I'm Alive"               | engelska           | 10        | 17    |
| 2016                                                                    | Eneda Tarifa                    | "Fairytale"               | engelska           | 16        | —     |
| 2017                                                                    | Lindita                         | "Botë"                    | engelska           | 14        | —     |
| 2018                                                                    | Eugent Bushpepa                 | "Mall"                    | albanska           | 8         | 11    |
| 2019                                                                    | Jonida Maliqi                   | "Ktheju tokës"            | albanska           | 9         | 17    |
| Eurovision Song Contest 2020 ställdes in på grund av covid-19-pandemin. |                                 |                           |                    |           |       |
| 2021                                                                    | Anxhela Peristeri               | "Karma"                   | albanska           | 10        | 21    |
| 2022                                                                    | Ronela Hajati                   | "Sekret"                  | albanska, engelska | 11        | —     |
| 2023                                                                    | Albina och Familja Kelmendi     | "Duje"                    | albanska           | 9         | 22    |
| 2024                                                                    | Besa                            | "TiTAN"                   | engelska           | 15        | —     |